# Расизам у Русији
Расизам се у Русији углавном јавља у облику негативних ставова према неетничким руским грађанима, имигрантима или туристима и негативним акцијама неких Руса према њима. Традиционално, руски расизам укључује антисемитизам и татарофобију, као и непријатељство према различитим народима Кавказа, средње Азије, источне Азије и Африке.
Према подацима Уједињених нација, руска имигрантска популација је трећа по величини у свету и броји преко 11,6 милиона. Због опадања становништва у земљи, ниске стопе наталитета и високе стопе смртности етничких Руса, руска влада је покушала да повећа имиграцију у земљу у последњој деценији; што је довело до прилива милиона миграната у Русију из углавном постсовјетских држава, од којих су многи илегални и остају без докумената.
Под озбиљним притиском полиције, број расистичких аката је почео да опада у Русији од 2009. године. У 2016. је објављено да је Русија забележила „импресиван“ пад злочина из мржње.

## Ксенофобија
Крајем 19. века, посебно након националистичких побуна у Пољској, влада је изразила ксенофобију у свом непријатељству према етничким мањинама које нису говориле руски . Влада је одлучила да смањи употребу других језика и инсистирала је да мањине које не говоре руски треба да буду русификоване.
До почетка 20. века већина европских Јевреја живела је у такозваној палети насељености, западној граници Руске империје коју су углавном чиниле модерне земље Пољске, Литваније, Белорусије и суседних региона. Многи погроми су пратили револуцију 1917. и грађански рат који је уследио, процењује се да је 70.000 до 250.000 јеврејских цивила убијено у зверствима која су почињена широм бившег Руског царства ; број јеврејске сирочади премашио је 300.000.
Током 2000-их, десетине хиљада људи придружиле су се неонацистичким групама унутар Русије. Расизам према грађанима Русије ( народи Кавказа, аутохтони народи Сибира и руског Далеког истока, итд.) и неруских држављана Африканаца, Централне Азије, Источне Азије (Вијетнамци, Кинези, итд.) и Европљана (Украјинци, итд.) представља значајан проблем.
Радио Слободна Европа/Радио Слобода је 2016. известио да су „истраживачи који прате ксенофобију у Русији забележили „импресиван“ пад злочина из мржње јер су власти, чини се, појачале притисак на екстремно десничарске групе“.
Користећи информације које су прикупљене током истраживања спроведених 1996, 2004. и 2012. године, Хана С. Чапман извештава о сталном порасту негативних ставова Руса према седам спољних група. Московљани су посебно постали ксенофобичнији.

## Јавна осећања и политика
| Година | Преминуле особе | Повреде |
| ------ | --------------- | ------- |
| 2004   | 46              | 208     |
| 2005   | 47              | 461     |
| 2006   | 62              | 564     |
| 2007   | 85              | 605     |
| 2008   | 109             | 486     |
| 2009   | 84              | 434     |
| 2010   | 38              | 377     |
| 2011   | 20              | 130     |
| 2012   | 18              | 171     |
| 2013   | 20              | 173     |
| 2014   | 19              | 103     |
| 2015.  | 9               | 68      |
| 2016.  | 7               | 69      |
| 2017.  | 4               | 64      |
| 2018.  | 4               | 52      |
| Укупно | 572             | 3965    |
| Укупно | 4537            |         |

Амнести интернешенел је 2006. известио да је расизам у Русији „ван контроле“. Русија такође има једну од највиших стопа имиграције у источној Европи .
Између 2004. и 2008. било је више од 350 расистичких убистава, а Верховски, лидер антирасистичке организације СОВА, проценио је да око 50% Руса сматра да етничке мањине треба да буду протеране из њиховог региона. Владимир Путин је у међувремену био дубоко критичан према ставу да Русија треба да буде „за етничке Русе“, наводећи потребу да се одржи хармонија у мултиетничкој федерацији. Западни коментатори су приметили да су током овог периода расистичке и ултранационалистичке групе можда биле најзначајнија десничарска опозиција Путиновој влади.
Дана 20. априла 2011, Константин Полторанин, портпарол Федералне миграционе службе, отпуштен је након што је рекао да је „опстанак беле расе у питању“.
Дана 24. октобра 2013., говорећи током програма Поединок на телевизијском каналу Россиа 1, лидер руске екстремно националистичке Либерално-демократске партије Русије Владимир Жириновски, познат по својим испадима који хватају насловнице, позвао је на наметање ограничења наталитета у Регион Северног Кавказа у Русији у којем доминирају муслимани и ограничавање кретања људи из тог региона широм земље. Ови испади су се десили убрзо након терористичког напада у Волгограду, у којем је погинуло неколико Руса. Жириновски се касније извинио због својих речи. Током програма, спроведено је испитивање становништва уживо путем текстуалних порука и интернета. Жириновски је победио на том народном гласању, а за њега је гласало преко 140 хиљада Руса. Неки руски националисти верују да је најбољи начин да се заустави пораст муслиманске миграције коришћењем опресивне тактике за „заустављање плиме“. 2006. године, у граду Кондопога, у Републици Карелији, туча у кафићу у којој су учествовали чеченски мигранти и локални Руси претворила се у масовне нереде који су трајали неколико дана .

### Издавачи и периодика
Књижевност неопаганске,  расистичке,  антисемитске и антихришћанске природе објављује московска издавачка кућа Руска Правда, званично регистрована 1994. године, коју је основао неопагански публициста Александар Аратов  (Огневед).   Издавачка кућа има за циљ „објављивање и дистрибуцију литературе о аријевско -словенско-руским питањима“.  Углавном, издаје новине Рускаиа Правда . Издавачи Руске Правде рекламирали су Алексеја Доброволског (Доброслава), једног од оснивача руског неопаганизма . 
Године 1997., Валериј Јемељанов, један од оснивача руског неопаганизма, заједно са малим бројем следбеника, придружио се Аратовљевом малом покрету и постао главни уредник листа Руска Правда.  Од 1997. године, издавачка кућа Рускаја Правда, коју представља Аратов, чини, заједно са Калушком словенском заједницом и другим групама, језгро великог неопаганског удружења ССО СРВ .  У јесен 2001. неки бивши лидери Народне националне партије и Руског националног јединства, као и уредници листа Руска правда, ујединили су се да би створили Партију националне моћи Русије.  Историчар Виктор Шнирелман издавачку кућу и лист Руска правда карактерише као антисемитске.  
Издавачка кућа Белие Алви објављује расистичку литературу.  У Санкт Петербургу књиге издавачке куће Бели алви дистрибуирао је лист За руско дело . Активисти за људска права из Санкт Петербурга Руслан Линков и Јуриј Вдовин више пута су апеловали на власти са захтевом да провере чињенице о објављивању „свих врста нацистичке литературе“ издавачке куће Белие Алви .
Владимир Авдејев (творац доктрине „ракологије” о супериорности нордијске расе ) је 1999. године покренуо серију књига под називом „Библиотека расне мисли” издавачке куће Белие Алви, под насловом које је објавио радови руских расних теоретичара и класика западне расне теорије; посебно је поново објавио познате расистичке списе с почетка 20. века, као што су Политичка антропологија Лудвига Волтмана и дела Ханса Ф.К. Гинтера, пропагандисте расне антропологије током нацистичког периода. 
Оснивач бенда ДК, Сергеј Жариков, писао је о безусловној паганској природи рок културе и подржавао националну идеју и месијанизам. Позивајући се на радове академика Бориса Рибакова, он је тврдио да је паганска идеологија најпогоднија за борбу за независност руске земље. Жариков је постао издавач неонацистичког часописа Аттацк, који велику пажњу посвећује неопаганским идејама. 
Током година су излазиле фашистичке новине Руски реванш, неонацистичке новине Земсхцхина и расистички часопис Наслеђе предака .  Издавачка кућа Книжњи мир шири расне идеје. 

## Циљане групе

### Африканци
Званични ставови према афричком народу били су номинално неутрални током Совјетског Савеза, због његове интернационалистичке агенде. Као део своје подршке деколонизацији Африке, Совјетски Савез је понудио бесплатно образовање за одабране грађане афричких држава. Међутим, једном у Совјетском Савезу, ови студенти су искусили свакодневни расизам који су им упућивали из свих слојева друштва. Москва је 1963. године била место спонтаних протеста на којима су афрички студенти протестовали због убиства црнца, којег је убила породица Рускиње са којом је излазио.
Неки студенти на размени су 2006. године тврдили да су „мајмунске“ увреде биле толико честе да су студенти престали да их пријављују.
2010. Жан Сагбо је постао први црнац у Русији који је изабран у владу. Он је општински одборник у селу Новозавидово, 100 km (62 mi) северно од Москве.
Чланица Думе Ирина Роднина је 2013. на Твитеру јавно објавила слику на којој се види Обама са бананом.
Супермаркет у Татарстану у власништву Татара продавао је календаре са сликама америчког председника Обаме који је приказан као мајмун и у почетку је одбио да се извини због продаје календара. Они су тада били приморани да се касније извине.
Средином 2016. године, након пораста тензија између САД и Русије, фабрика сладоледа у Татарстану производила је сладолед „Обамка“ (мали Обама) са амбалажом на којој се види црно дете са минђушом; овај потез је виђен као илустрација како антиамериканизма у Русији, тако и трајног расизма из совјетског доба у земљи. Компанија, која је изјавила да сладолед није био политички намењен, зауставила је производњу линије убрзо након што је избила контроверза.

### Кримски Татари
Татарофобија према кримским Татарима је била наметнута од стране државе током совјетске ере кроз расно заснован систем специјалних насеља, који је депортовану нацију кримских Татара ограничио на мале периметре унутар Централне Азије и Марије АССР и лишио их разних грађанских слобода које други народи имао. Иако више није званично институција под мандатом државе, предрасуде и негативни ставови према кримским Татарима и даље су присутни у влади и друштву; значајан пример је када је руски конзул Владимир Андрејев захтевао да нико од позваних руских држављана не присуствује дебију Хајтарме, филма о кримскотатарском двапут хероју Совјетског Савеза Амет-кану Султану, тврдећи да филм никако не може бити тачан јер је режирао кримски Татар.

### Народи Кавказа
У Русији, реч "кавкаски" је збирни израз који се односи на свакога ко потиче из домородачких етничких група на Кавказу . У руском жаргону народи Кавказа се зову црнци ; ово прозивање долази од њихових релативно тамнијих особина. Иако реч црнац сама по себи није расистичка, расистички синоним за њу је „черножопи“ (черножопиј, транс. блацк асс ). (Ова реч се такође користи против црних афричких народа)  Од распада Совјетског Савеза, пораста муслиманског становништва у Русији и Другог чеченског рата, многи руски радикални националисти повезују ислам и муслимане са тероризмом и домаћим злочинима . Јулиа Иофе је 2010. написала да је ово слично стереотипима са којима су се суочавали Италијани Американци у историјским епохама.
Дана 21. априла 2001. на пијаци у московском округу Јасенево дошло је до погрома над трговцима са Кавказа. Етнички мотивисани напади на Јермене у Русији постали су толико чести да је председник Јерменије Роберт Кочарјан покренуо то питање пред високим руским званичницима. У септембру 2006. године у Кондопоги су се десиле велике етничке тензије између Руса и Кавказаца. Криза у односима Грузије и Русије је 2006. године резултирала депортацијом Грузијаца из Русије . Руска страна је процес објаснила као спровођење закона према илегалним имигрантима, док је грузијска влада оптужила Русију за етничко чишћење . Европски суд за људска права закључио је да је притвор и колективно протеривање грузијских држављана 2006. прекршио Европску конвенцију о људским правима и 2019. пресудио је да Русија мора да плати 10 милиона евра одштете.
У децембру 2010. дошло је до масовног избијања непријатељства према белцима, што је кулминирало националистичким протестима на Мањежној тргу у Москви и другим градовима. Окидач је било убиство Егора Свиридова, навијача руског фудбалског удружења, у уличној тучи 6. децембра. Дана 11. децембра, хиљаде националистичких побуњеника, испред зграде Московског Кремља, вриштале су расистичке фразе, викале за „ Русија за Русе “ и „Москва за Московљане“, напале су Бевце и друге мањинске групе које су пролазиле, а неке – укључујући и децу већ са четрнаест година – упутио нацистички поздрав . Следећег дана, слична побуна је одржана у Ростову на Дону, а потом је градска власт забранила белцем да у граду изводе лезгинку, свој традиционални плес. Касније је шеф полиције у Москви рекао да су грађанске слободе препрека безбедности и да миграције треба ограничити. Владимир Квачков, главни руски националистички вођа организације Народноослободилачки фронт Русије (која каже да је њен главни циљ да „ослободи“ Русију од кавкаских и хебрејских „окупатора“), дао је следећу изјаву: „Ми руски националисти, иницијатори народног фронта, поручујемо вам да су догађаји од 11. децембра почетак револуционарних промена у Русији, први изливи приближавања руске револуције... Ви сте ти који можете да учествујете у томе.“ 

### Народ Централне Азије
Председник Киргистана Алмазбек Атамбајев је 2016. године позвао Русе да покажу поштовање према његовим сународницима након напада на два мигранта у Москви. Расна дискриминација радних миграната из Централне Азије (званих гастарбајтери, рус. гастарбајтери) постала је систематска норма након пада Совјетског Савеза.

### Јевреји
Александар Копцев је 11. јануара 2006. упао у синагогу Болшаиа Бронаиа у Москви и избо ножем осам људи. У марту је осуђен на 13 година затвора. 2008. године, оптужбе за крвну клевету појавиле су се на постерима у Новосибирску . Федерација јеврејских општина Русије изразила је забринутост због све већег броја напада на Јевреје, назвавши то делом „скорашњег пораста антисемитских манифестација“ у Русији.
Иља Јаблогов је 2019. написао да су многи Руси били одушевљени антисемитским теоријама завере током 1990-их, али је то опадало након 2000. и многи високи званичници су били приморани да се извињавају због антисемитског понашања.
Истраживање Pew Research-а из 2019. показало је да 18% Руса има неповољне ставове о Јеврејима, а тај број је опао са 34% у 2009.

### Вијетнамци
Усред непријатељства према радницима мигрантима, око 600 Вијетнамаца је ухапшено у Москви и смештено у шаторе док су чекали да буду депортовани из Русије у августу 2013.
Група странаца у Москви је 9. јануара 2009. ножем избола вијетнамског студента по имену Танг Куок Бин, који је имао 21 годину, а ране су биле смртоносне, што је резултирало његовом смрћу 10. јануара.
У октобру 2004. руски скинхедси изболи су и претукли вијетнамског студента по имену Ву Анх Туан, убивши га. Ву Анх Туан је имао 20 година када је убијен у Санкт Петербургу. У октобру 2006. суд је ослободио 17 скинхедса којима се суди за његово убиство.
У Москви на Festivalnaya Street 2008. године група младића избола је Вијетнамку која је имала 35 година и она је умрла од задобијених рана.
2005. године у Москви су тројица Руса насмрт избола 45-годишњег Вијетнамца по имену Кван.
Протест је одржало 100 Вијетнамаца против убиства Ву Анх Туана, а један демонстрант је рекао „Дошли смо да студирамо у овој земљи, за коју смо мислили да је пријатељ Вијетнама. Ми немамо пијане туче, не крадемо, не продајемо дрогу и имамо право на заштиту од разбојника“.
У Москви 25. децембра 2004. гомила људи је палицама и ножевима напала 2 вијетнамска студента на Московском енергетском институту, Нгујен Туан Анх и Нгујен Хоанг Анх, и они су задобили тешке повреде и били су хоспитализовани.

## Фудбалско Удружење
Након што је објављено да ће Русија бити домаћин ФИФА Светског првенства 2018., шеф Центра за праћење УЕФА ФАРЕ, др Рафал Панковски, оптужио је Руски фудбалски савез да умањује важност расистичких повика на стадионима, рекавши: „Нацистички слогани су уобичајени на многим руским стадионима. Утакмице се често прекидају расистичким повицима усмереним на црне играче.“  Више од 100 инцидената се догодило 2012–2014.
Камерунски фудбалер Андре Амугу је стално трпио расизам док је играо за Локомотиву из Москве . Док је Зенит из Санкт Петербурга започео своју кампању у руској Премијер лиги 2006/2007 . против гостију Сатурн Московске области, бразилски фудбалер Антонио Гедер је дочекан хором мајмунских скандирања на стадиону Петровски . У марту 2008. црни играчи француског Марсеја — укључујући Андреа Ајева, Шарла Кабореа и Роналда Зубара — били су на мети ултрас Зенита из Санкт Петербурга. Полиција у Манчестеру је касније упозорила ултрасе Зенита да не понављају своје понашање уочи финала Купа УЕФА 2008. године . Тренер Зенита Дик Адвокат открио је да су многи навијачи када су покушали да потпишу са Французом Матјеом Валбуеном питали „Да ли је он црнац?“  Такође, Серж Бранко, који је играо за Крилиа Советов из Самаре, оптужио је Зенитов штаб за расизам, рекавши: „Сваки пут када играм у Санкт Петербургу морам да слушам расистичке увреде са трибина. Шефови Зенита не предузимају ништа по том питању због чега мислим да су и они расисти.“  Дана 20. августа 2010, Петер Одемвингие из Локомотиве Москва потписао је трогодишњи уговор са тимом Премијер лиге Вест Бромвич Албион . Касније су на фотографијама приказани навијачи Локомотиве из Москве како славе продају Одемвингија користећи расистичке транспаренте, укључујући слику банане са текстом "Хвала Вест Брому".
Дана 21. марта 2011, током утакмице у гостима код Зенита из Санкт Петербурга, један од навијача је држао банану у близини Роберта Карлоса из руског премијерлигашког клуба Анжи из Махачкале док је фудбалер учествовао у церемонији подизања заставе. У јуну, на мечу у гостима код Крилија Советов из Самаре, Роберто Карлос је примио пас од голмана и хтео је да дода када је банана бачена на терен и пала у његовој близини.
Локомотива Москва је била умешана у још један инцидент 18. марта 2012, када је банана бачена на дефанзивца Анжи Махачкале Кристофера Самбу током утакмице на стадиону Локомотиве .
У октобру 2013. године, током другог полувремена меча, између Манчестер ситија и ФК ЦСКА из Москве, Јаја Туре, везни фудбалер Ситија из Обале Слоноваче, пришао је судији Овидију Хатегану и љутито показао на навијаче ЦСКА који су скандирали мајмунима и вичући увреде према њему и његовим црним саиграчима. Игра се наставила, а према Туреу и злостављање.

## Значајни злочини из мржње
Дана 9. фебруара 2004, група неонацистичких скинхедса избола је деветогодишњу таџикистанску девојчицу Куршеду Султанову на смрт у Санкт Петербургу . Агенција за новинарска истраживања Санкт Петербурга је 2006. године открила чињеницу да су осумњичени починиоци злочина из мржње били чланови банде „Mad Crowd”.
Градски суд у Санкт Петербургу је 14. јуна 2011. осудио 12 чланова банде коју су предводили Алексеј Воеводин и Артјом Прохоренко због њихове улоге у десетинама расистичких напада.
Артур Рино и Павел Скачевски су 15. децембра 2008. осуђени на казнени рад на по 10 година за убиство 19 странаца. Они су стављени на списак особа којима је забрањен улазак у Уједињено Краљевство, остајући једини Руси на листи. Као разлог се наводи да су они „вође насилне банде која је тукла мигранте и постављала филмове њихових напада на интернет. Сматра се да се бави неприхватљивим понашањем тако што подстиче озбиљне криминалне активности и покушава да испровоцира друге на тешка кривична дела.“  Судија који је водио суђење, Едуард Чувашов, убијен је из ватреног оружја 12. априла 2010. године, четири дана након што је на 20-годишњу казну затвора за члана њихове банде додао две године.

### Убиство антифашистичких активиста
- Дана 19. јуна 2004, Николај Гиренко, истакнути етнолог и истакнути саветник у 15 суђења за злочине из етничке мржње, убијен је из ватреног оружја у свом стану у Санкт Петербургу .[130] Дана 14. јуна 2011, чланови неонацистичке банде Мад Цровд осуђени су на затворску казну због бројних убистава, укључујући Гиренка.[126]
- Дана 13. новембра 2005. године, догодило се убиство Тимура Качараве, руског антифашисте грузијског порекла.[131] Александар Шабалин је 7. августа 2007. осуђен на 12 година затвора због свог убиства.[132]
- Дана 19. јануара 2009. године, док је напуштао конференцију за новинаре, у Москви је убијен адвокат за људска права и новинар Станислав Маркелов .[133] У нападу је убијена и Анастасија Бабурова, новинарка Нове газете која је покушала да Маркелову притекне у помоћ.[134] Дана 6. маја 2011, суд је осудио двојицу радикалних националиста, Никиту Тихонова и његову девојку Јевгенију хасис, на доживотну казну затвора, односно на 18 година затвора.[135]
- 16. новембра 2009. године, Иван хуторској, бивши панк певач и шеф обезбеђења антифашистичких емисија, убијен је у предграђу Москве.[136] Био је познат по организовању часова самоодбране за антифашисте, а познат је и по обезбеђењу на конференцијама за штампу које је држао Станислав Маркелов.[137]

### Бомбардовање на пијаци Черкизовски
Дана 21. августа 2006, бомба домаће израде експлодирала је у Москви на пијаци Черкизовски, коју посећују страни трговци. Дана 15. маја 2008. године, осам људи руске радикалне националистичке организације Спас проглашено је кривим за своје улоге у нападу у којем је погинуло 14 људи. Семјон Чарни из Московског бироа за људска права каже: „Чињеница да је овај случај дошао до суда и пример људи осуђених на доживотну казну због експлозије на пијаци Черкизово показује да се крећемо у правом смеру – али још увек постоји много посла."

### Погубљење Таџикистанца и Дагестанца
Погубљење Таџика и Дагестанца ( рус. Казнь таджика и дагестанца   ) је видео клип који је дистрибуиран у руском Интернет сегменту у августу 2007. године, а приказује одрубљивање главе руском држављанину дагестанског порекла и пуцање таџикистанског имигранта од стране руских неонациста.
Видео је изазвао активну дискусију у руским медијима. Окружни суд у Новгороду је 17. марта 2008. прогласио видео снимак екстремистичким и забранио његову дистрибуцију у Руској Федерацији.
Видео је постављен у име Националсоцијалистичке партије Русије ( рус. Национал-социалистической партии Руси   ) на личном ливејоурнал блогу адигејског студента Виктора Милникова. После неколико дана, ухапшен је и касније осуђен на годину дана поправног рада на суду у Мајкопу .
Руски истражни комитет је 5. јуна 2008. године идентификовао сцене обезглављивања на видео снимку као аутентичне. Истог дана, једну од жртава на снимку његови рођаци су идентификовали као Шамила Одаманова, родом из Дагестана .